# Római légió
A légió (latinul legio, kiejtése „legió”) a Római Birodalom története folyamán hosszú ideig a római hadsereg alapvető szervezeti egysége volt. Létszáma és szerkezete hosszú története során sokszor és sokat változott, hogy a késő császárkorra végül a hatékonyabb, mozgékonyabb alakulatok vegyék át a helyét.

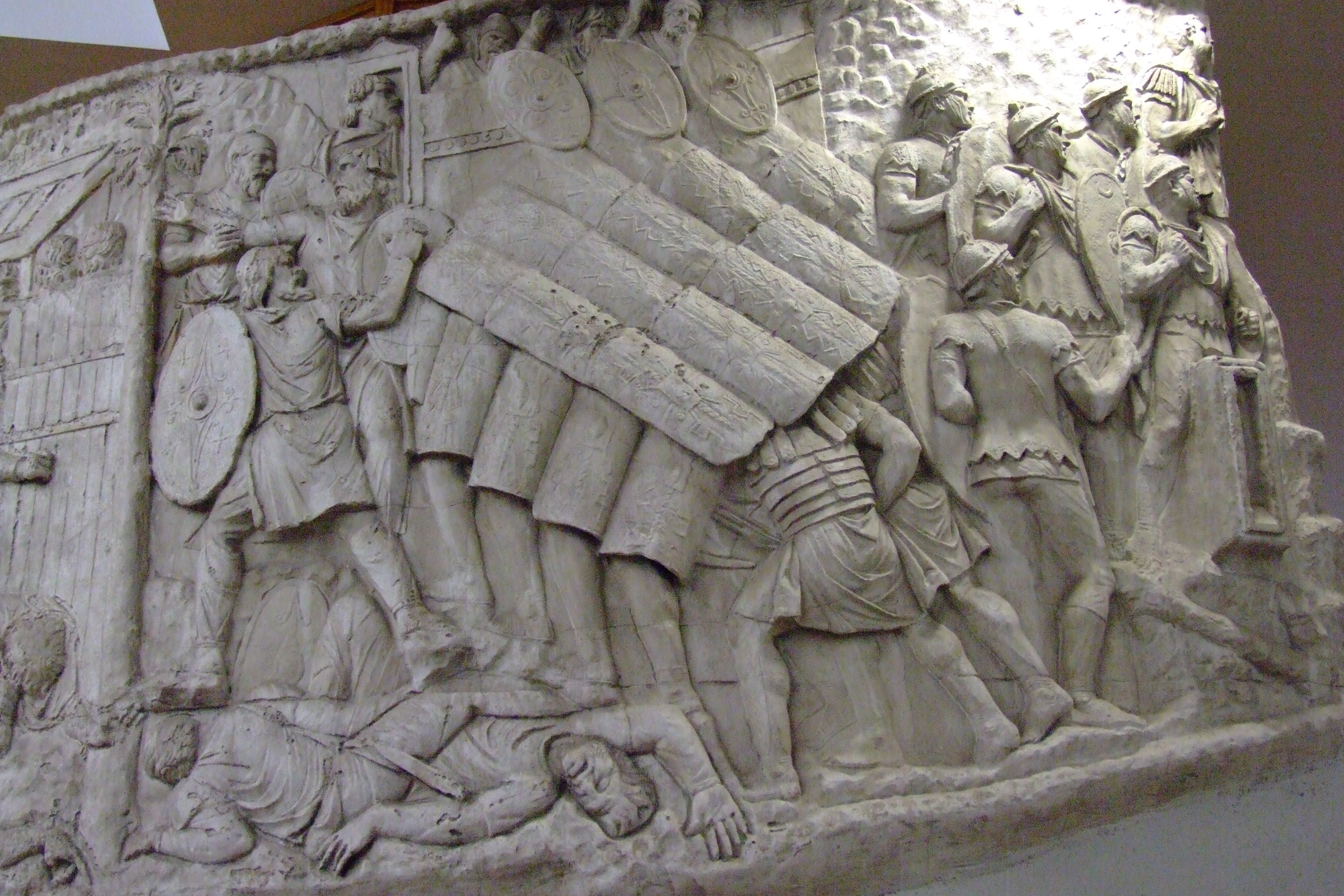
Erődített várost ostromló legionáriusok Traianus oszlopáról

## A királyság idején
A Római Királyság idején a légió maga volt a teljes római hadsereg. Létszáma 3000 gyalogos volt.  Ezt egészítette ki 300 lovas. A hagyomány szerint a római társadalmat ekkor alkotó 30 curia mindegyike 100 gyalogost (centuria) és 10 lovast (decuria) állított ki, akiket feltehetően a centurio és a decurio vezetett. 10-10 curia egy-egy nemzetségi törzsben (tribus) egyesült, így a tribusonkénti katonák száma 1000 gyalogos és 100 lovas volt, akiknek feltehetően 1-1 tribunus militum parancsolt, azaz ekkor 3 tribunus militum volt az egész hadseregben.

## A köztársaság idején
A katonai tribunusok száma a köztársaság elején duplázódhatott meg, a történetileg dokumentált időkből számuk már hat volt légiónként, amelyek száma előbb kettőre majd a szamnisz háborúk (Kr. e. 343-290) idején négyre nőtt. 

### Manipulus rendszer

#### Camillusi rendszer
A hadsereg számára végzetes alliai csata után Camillus új hadsereget szervezett, új rendszer szerint, melyet róla neveztek el. A katonákat vagyon szerint osztotta be, és öt (hastati, principes, triarii, rorarii, accensi) csatasorba szervezte őket. Az eddig ugyanúgy a megszokott falanxhoz hasonló felállásban a taktikai újdonság a manipulus, mint 60 fős legkisebb taktikai alapegység létrehozása volt, ami így megtartotta a falanx ütőerejét, de mobilisabb lett. Cammilus által egy állandó létszámú hadsereg jött létre, ami csatasoronként 15 manipulust azaz 900 főt számlált, plusz ehhez hozzáadva 300 fő "levest" és 2-300 fő lovasságot kb. 5000 fős légiót kapunk.
Az akkori római légió a következő egységekből állt:
- Equites (lovasság): Gazdag rómaiak alkották az egységet, számuk a térség és kor szokásaihoz híven elenyésző volt, kb 300 fő, melyet tíz 30 fős egységre bontottak. A szárnyakon kaptak helyet, feladatuk az ellenséges lovasság legyőzése, a gyalogsági egységek hátába kerülése volt.[5]
- Nehézgyalogság: a légió főereje, mely három sorból állt. 
  - Hastati: 25 év alatti katonák. Kr. e. 387-ig lándzsákkal és nagy pajzzsal voltak felszerelve, viszont a lándzsát felváltotta a gladius és mellé egy vagy két pilum társult. Páncélzatuk bronzsisakból, és különböző könnyebb mellvértekből állt. Azért voltak ők az első sorban, mert így a fontosabb, ütőképesebb egységeket sértetlenül hagyhatták, ha túlélték a csatát, akkor pedig tapasztaltabb katonák lettek.[6]
  - Principes: 25 és 35 év közti katonák. Fegyverzetük, és annak változása megegyezik a hastatiéval (gladius és pilum), páncélzatuk volt jobb, ők már láncinget hordtak. Ha a hastati kudarcot vallott és nem menekült el, akkor helyet cserélve ők léptek az arcvonalba.
  - Triarii: 35 év feletti katonák. A legtapasztaltabb vonal. A görög hoplitákhoz hasonlók, lándzsáikat a végig megtartották az első két sorral ellentétben, de kardjuk is volt arra az esetre ha a lándzsa eltört vagy az ellenség túl közel ért. Páncélzatuk láncing, de gyakran nehezebb lemezvért volt. Gyakran féltérdre ereszkedve vagy ülve kellett várniuk bevetésüket, ami csak a legszükségesebb helyzetben történt meg. Egy régi római közmondás azt mondja: "res ad triarios venit" – most már a triariin múlik, ami azt jelenti hogy valami baljós véghez közeleg.
- Könnyűgyalogság: A camillusi vagyoni besorolás szerint a legszegényebb réteg. 
  - Leves: Taktikai szerepük szerint előcsatározók voltak, fegyverzetük dárdákból állt jórészt. A főerők előtt vonultak, dárdáikkal próbálták az ellenség vonalait minél jobban szétzilálni. majd visszavonultak a seregtest mögé. A hastati egységeihez voltak sorolva, és kb 300 főt tett ki létszámuk. (A 15 hastati manipulushoz sorolódtak húszasával.)[7]
  - Rorarii, accensi: A triarii mögött álló negyedik és ötödik, legszegényebb sor, ebben a sorrendben. Hajítódárdákkal és parittyákkal, könnyebb kézifegyverekkel voltak felszerelve. Szerepük pontosan nem ismert, valószínűleg ők képviselték a tömeget, akik vészhelyzetben betöltötték a főerők sorain ejtett réseket, és távolsági fegyvereikkel támogatták azt, vagy az ő továbbképzésükkel pótolták a többi (valószínűleg hozzájuk közel eső vagyoni stástuszú) csoport hadjáratban elszenvedett veszteségeit.[4]
  - Velites: A camillusi rendszer megszüntetése során a leves, rorarii és accensi rétegek összeolvadásából jött létre, de csak előcsatározói feladatuk volt. Lényegében a leves szerepét vitték tovább, felduzzasztott létszámmal. Először Kr. e. 211-ben, a capuai csatánál jelentek meg. Manipuluson kívüli egységek, a nehézgyalogos manipulusokhoz vannak osztva negyvenesével, csatában vonulnak a hastatusok elé.

#### Polübioszi rendszer
A pun háborúk idejére a camillusi doktrína már nem volt hatékony, így áttértek az életkor és katonai tapasztalat szerinti besorolásra, amit lejegyzője után Polübioszi rendszernek hív a szakirodalom. Ahogy fent említettem, a kisebb harcértékű rétegeket felszámolták, így a vonalakat 3-ra plusz előcsatározókra és lovasságra redukálták. A triariit leszámítva a nehézgyalogos manipulusok létszámát 120-ra duplázták, valamint két centuriára osztották (a triariit is), de Polübiosz egyértelműen leírja, hogy a legkisebb harcászati egység továbbra is a manipulus maradt. Ezt bizonyítja az is, hogy két centuriára egy harci jelvény, signum jutott.
A 15 helyett 10 manipulus alkotott egy sort, és a 30 manipulushoz szerveztek 40-40 fő velest, így a légió így épült fel: 1200 fő hastatus, 1200 fő princeps, 600 fő triarius és 1200 fő veles plusz változó létszámú lovasság, ami összesen kb 4500 embert takar. Viszont mind Polübiosz, mind Titus Livius említést tesz 5-6000 fős légiókról, ami azt jelenti hogy a köztársaság-kori légiók létszáma nem volt állandó, a körülményekhez mérten hozzáadott manipulusokkal, vagy a meglévők kiegészítésével lehetett hadszervezeti és vezényleti gondok nélkül ütőképesebb hadsereget felállítani.

### Reformok Mariustól Antoniusig
1. Megváltozott a sorozás módja. A légiók számára már nem csak Rómában soroztak, hanem egész Itáliában, az a mód lett általánossá, amely addig rendkívülinek számított. A polgárháborúk alatt már a libertinusokat is felvették a szárazföldi hadseregbe, holott addig csupán a tengerészetnél volt helyük, Marius külön cohorsokat alakított ki belőlük. Pompeius, Julius Caesar a tartományokban soroztak úgynevezett legiones vernaculaet, ezek tagjai a belépésük után azonnal római polgárjogot nyertek. Brutus és Antonius gladiátorokból és más rabszolgákból alakítottak csapatokat, amire ezt megelőzően csupán egyetlen alkalommal volt példa, a cannaei csatavesztés után.
2. A szolgálati időt azelőtt hadjáratonként számították, ezt Marius egységesen 16 évben állapította meg, de igyekezték a már leszolgált katonákat továbbszolgálatra bírni. Ezért a veteránokból külön csapatokat szerveztek, amelyeket később, a császárkorban vexillumukról vexillariinek neveztek. Az olyan veteránokat, akik ez idő letöltése után is a seregben maradtak, evocatinak nevezték, és természetesen különféle kedvezményekben részesültek.
3. Magában a légió szervezetében is változásokat vittek végbe, ezek:
  - a) Megszűnt a triarii, principes, hastati és velites életkoron és censuson alapuló megkülönböztetése, mindössze emlékük maradt meg a centuriók elnevezésében.
  - b) A manipulus-szervezet helyébe a cohors-szervezet lépett. Ezt a változtatást is Mariusnak szokás tulajdonítani. A cohors név azelőtt is előfordult a socii csapataira vonatkoztatva, sőt legionárius csapatoknál is találkozhatunk az elnevezéssel, mint a triarii, principes és hastati egy-egy manipulusának – tehát a háromnak – együttes nevével, taktikai egységgé azonban csak e korban lett. Az új szervezet szerint a légió 10 cohorsra oszlott, amelyek a taktikai egységek voltak. A cohors rendes létszáma 600 ember, a légióé tehát 6000.
  - c) A harmadik újítás a jelvényekre vonatkozott. Addig csupán a manipulusoknak volt jelvényük, Marius óta a légiónak: a sas. Ez a jelvény – az aquila – általában ezüstből készült, igen ritkán aranyból. Hordozóját aquilifernek nevezték. Béke idején az aerariumban őrizték a köztársaság korában, háborúkor a táborban egy kis szentélyben tartották (sacellum), s mint numen legionis tisztelet tárgya volt. Azt, hogy a légióbeli cohorsoknak is volt-e külön jelvényük, nem tudjuk.
  - d) A légiók, most már mint önálló csapattestek, sorszámot kaptak. Eleinte a köztársaság összes légióját folytatólagosan számozták, később a – Octavianus és Antonius polgárháborújától – minden fővezér külön számozta a saját légióit.
  - e) A légió kizárólag gyalogságból állt. A római lovagok már Julius Caesarnál is külön, a cohors praetoriába voltak sorozva. A lovasságot már nem a polgárok közül sorozták, s a légió mellé sokkal nagyobb számban voltak beosztva, mint eddig. A légión kívül volt az auxilia, a maga gyalogos és lovas csapataival. Részint a tartományokból toborozták, részint a szövetséges népek és uralkodók szolgáltatták őket a Rómával kötött szövetségi szerződésben megállapított számban, ritkábban idegen országokból fogadták őket. Számerejük nem volt arányban a légióval, mindig esetleges volt, amennyi épp rendelkezésre állt. A gyalogságot itt is cohorsokba osztották, ezekről szinte semmit sem tudunk. Egy részük megőrizte eredeti nemzeti jellegét, mint funditores (parittyások), sagittarii (nyilasok), cohortes cetratae (hispániai rövid pajzsosok), scutate (hosszú pajzsosok). A lovasságot alákra (szárnyakra) osztották, ezek létszáma 3-400 fős volt, de néha kisebb egységekre is tagolták őket, ezeket turmának nevezték. Az alae feje a praefectus equitum volt: általában római, de néha abból az országból származott, ahonnan a segédcsapat érkezett.

## A császárkor idején
Augustus császár Kr. e. 30-ban bevezetett reformjai tiltották a katonák házasodását, Kr. e. 13-ban pedig a szolgálati időt 6-ról 16 (néha több) évre emelték. A légió jelentett mindent, a légiósnak a bajtársi közeg lett a családja.

### Légiók a korai császárkorban

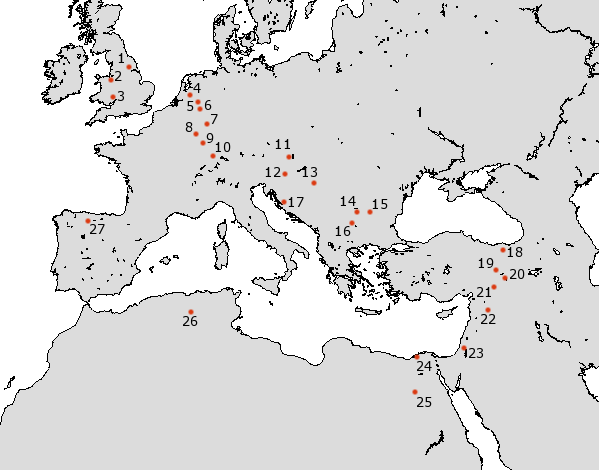
A római legiok állomáshelyei i. sz. 80 körül

Számuk a polgárháborúk alatt komolyan megnövekedett, Augustusnak az actiumi csata után korabeli források szerint 50 légiója volt. Ezek egy részét később a tényleges katonai szolgálat alól felmentette, és katonai coloniákba telepítette, más részét pedig az állandó hadsereg megalapítására használta fel. A megtartott seregrészekből nem új légiókat alapított, hanem a régi csapatok régi neveiket tarthatták meg. Ez talán a kiszolgált katonák önérzetének tett engedmény volt, megvolt azonban az a következménye, hogy Augustus újjászervezett seregében három III. és két-két IV., V., VI. és X. számú légió volt, amelyeket mellékneveik különböztettek meg egymástól. Theodor Mommsen szerint Augustus csak 18 légiót tartott meg Actium után, amelyek sorszáma I-XII; a többi, XIII-XX. sorszámúakat 4 után szervezték a Germaniai, pannoniai és dalmatiai hadjáratok alkalmával.
A császárkori hadsereg légióiról és azok elosztásáról az első hiteles tudósítás 23-ból származik. Eszerint volt:
- Germania inferiorban: 4 légió (I., V. Alaudae, XX. Valeria Victrix, XXI. Rapax)
- Germania superiorban: 4 légió (II. Augusta, XIII. Gemina, XIV. Gemina Martia Victrix, XVI.)
- Hispaniában: 3 légió (IV. Macedonica, VI. Victrix, X. Gemina)
- Africában: 2 légió (III. Augusta, IX. Hispana)
- Aegyptusban: 2 légió (III. Cyrenaica, XXII. Deiotariana)
- Syriában: 4 légió (III. Gallica, VI. Ferrata, X. Fretensis, XII. Fulminata)
- Pannoniában: 2 légió (VIII. Augusta, XV. Apollinaris)
- Dalmatiában: 2 légió (VII. XI.)
- Moesiában: 2 légió (V. Macedonica, IV. Schythica)

Ez volt az a huszonöt légió, amelyet Augustus hátrahagyott, miután a XVII., XVIII. és a XIX. számúak a Publius Quinctilius Varus-féle teutoburgi csatában 9-ben megsemmisültek. Kegyeletből e sorszámokat később sem adományozták másoknak.
A légiók száma később sem növekedett rohamosan, csupán néhányat szerveztek úgy, hogy Vespasianus már harminc légiót kapott készen. Ez a szám egészen Septimius Severusig nagyjából változatlan maradt, mindössze a megsemmisültek helyére szerveztek újabbakat. Severus már emelt a légiók számán, ő szervezte meg a legio I., II., III. Parthicát. A II. Parthica állomásául a Róma melletti Albát jelölte ki, azaz Itáliában fekvő helyet, amire elődei alatt nem volt példa. A légió egészen Diocletianus koráig ott állomásozott, korabeli szerzők legio Albana néven nevezik. A légió ilyen közelre helyezésének célja a mind zabolátlanabbá váló praetoriánus gárda féken tartása volt. A légiók száma Diocletianus korától folyamatosan emelkedik, s lassan 175-re emelkedett, amelyek közül a korai császárság korából 28 származott.

### A legionariusok felszerelése

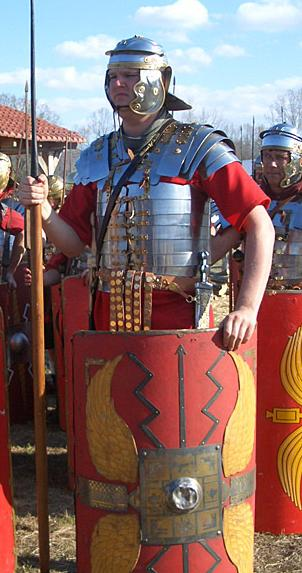
Római legionarius Kr. u. 1. századi felszerelésének rekonstrukciója. A legionarius lorica segmentatat visel, s kezében egy pilum látható.

A római hadsereg egységes kiképzése, egységes hadrendje, felépítése és nem utolsósorban egységes felszerelése miatt volt ütőképes és professzionális hadsereg. A legionariusok támadófegyverzete a gladiusból, azaz a rövid kardból, a pugióból, a tőrből illetve a pilumból, a hajítódárdából állt. Védekezésre a scutumot használták, ami egy téglalap alakú fa pajzs, fém pajzsdudorral (umbo). Páncélzatuk – lorica – a lorica hamata (láncvért) és később a lorica segmentata (lemezvért), sisakjuk a galea vagy cassis volt. Felszerelésükhöz tartozott még egy pár saru, a caligae, melyről a hírhedt császár, Caligula a nevét kapta. Ezen kívül minden legionarius kapott egy batyut, melynek a neve sarcina, egy fonott kosarat, egy kecskebőr kulacsot, egy ásót és egy csákányt az építkezésekhez, illetve két darab hegyes cölöpöt, vagy sudist a sáncok építéséhez.
A ruházatukhoz hozzá tartozott még a tunika és a térdnadrág.

### A légiók melléknevei
Eredetüket csak részben ismerjük. Tudjuk azt, hogy a melléknevek egy részét a kiegészítő területről kapták: legio V. Urbana, IV. Sorana, II. Sabina stb. Másik részét arról a népről, amely ellen dicsőségesen harcoltak: legio IV. Schythica, I., II., III. Parthica stb. A melléknév szerzésére másik alkalom a nehéz helyzetben való bátor magatartás volt: pia, fidelis, constans stb. Más esetben valamely istenség nevéből alakított melléknevet kapott a legio: Apollinaris, Minervia stb., vagy pedig az alakulás módját jelölte: gemella (kettőből), primigenia (ősi). Mommsen szerint a legio XIII. Gemina és a legio XIV. Gemina onnan kapták nevüket, hogy egyszerre alapították őket, mások szerint ezek is kettősek. A sorozás módjáról kapta a nevét a legio I., és II. Adiutrix, amelyeket tengerészekből soroztak, holott azok elvben csak segédcsapatot alkothattak volna. Talán a légió jelvényéről kapta a nevét a legio V. Alauda (pacsirta) és a legio XII. Fulminata (villám). A császár nevét (Augusta, Claudia) eredetileg éppúgy kitüntetésképp kapták, mint a pia, felix, constans, vindex, aeterna, victrix stb. jelzőket. Az Ulpia, Flavia, Traiana melléknevek a légió alapítóját jelentik. Commodus korától előfordul, hogy a csapatok melléknevei közt minden ok nélkül is szerepel az uralkodó neve, Caracallától pedig már minden csapattest az éppen uralkodó nevét is szerepelteti a neveiben, innen vannak az Antoniniana, Severiana, Alexandriana, Maximiniana, Gordiana stb. melléknevek.

### A légió szerkezete
A légió létszáma 5000-6000 fő volt, amely 10 cohorsra és 59 vagy 60 centuriára oszlott. Augustusnak a légiók szervezetében tett legfőbb változtatásai a következőek voltak:
1. Minden légió 120 főből álló, négy turmára tagozódó lovasságot kapott. Ez a lovasság csaknem minden légiónál kimutatható feliratos emléken.
2. Minden légió állandó parancsnokot kapott. Már Julius Caesar megtette, hogy hosszabb időre rábízta egy-egy légiójának parancsnokságát egyik legatusára. Augustus korától ez állandóan így volt, ez az állandó hadseregnek természetes következménye. A légió parancsnoka, a legatus Augusti pro praetore legionis. A légió parancsnoka alárendeltje volt a legatus Augusti pro praetori provinciaenak, a provincia kormányzójának, akinek annyi legátus volt alárendelve, ahány légió állomásozott a provincia területén. A legati legionum senatori rendű volt, ha esetleg olyat állítottak a légió élére, aki még nem volt praetor, akkor a címe pro legato volt. A légió parancsnoka egyben a légió segédcsapatainak is parancsnoka volt.
3. Minden csapattest állandó állomáshelyet kapott. Az állandó táborokban való elhelyezés új hivatalt tett szükségessé: ez volt a praefectus castrorum, akinek tiszte nagyjából a modern állomásparancsnoki rangnak felel meg. Általában öreg veteránok kapták meg ezt a rangot egyfajta jutalom gyanánt. A praefectus castrorumot többen összekeverik a légió parancsnokával, ennek az a magyarázata, hogy az 1. században, amikor nem volt minden légiónak külön tábora, hanem több légió is állomásozhatott egy helyen, a praefectus castrorum címében egyik légió elnevezését sem lelhetjük fel, ami természetes is, hiszen egyikbe sem tartozott. Domitianus korától lett csupán általánossá, hogy minden légió önálló táborhellyel bírt, ennek praefectusa már a légió tisztikarának tagja volt, s teljes címe praefectum castrorum legionis XXX volt, ahol az x-ek a légió nevét jelzik. Ebből rövidítették később a praefectum legionist, s mivel a légióban több ilyen nem volt, nem lehetett félreértés. A rövidített alak annyira meghonosodott, hogy Septimius Severus koráról csak ez az alak fordul elő. Ilyen alakban valóban alkalmas lehet arra, hogy a légió parancsnokaként tűnjön fel az utókor előtt, a zavart pedig az is fokozza, hogy egy időben a légió parancsnokát is így nevezték. Miután Gallienus a 3. században a senatori rendet kizárta a hadseregből, a légió parancsnoka lovagrendi, s a címe praefectum legionis. Gallienus eme intézkedésének korábbi analógiája is ismert: Egyiptomba szenátori rendű Augustus óta csak a császár engedélyével mehetett, a helytartó is praefectus Aegypti néven lovagrendi, valamint a légiók parancsnokai is lovagrendűek praefectum castrorum néven.
4. Tribunus militum legionis az előző korszakokban hat volt, akik váltakozva parancsnokoltak a légió felett, mint a fővezér közvetlen beosztottai. Ez is megváltozott, a fővezér közvetlen alárendeltje a legatus legionis lett, s ők neki voltak alárendelve. Az, hogy számuk továbbra is hat maradt-e legionként, nem tudjuk. Szenátori és lovagrendűek egyaránt lehettek, a különbség mindössze annyi, hogy az előbbieket tribuni laticlaviinak, az utóbbiakat tribuni angusticlaviinak nevezték. Claudius korától állt fenn a tribuni vacantes intézménye, ezek olyan személyek voltak, akik a szolgálati idő letelte után rendelkezési állományba kerültek, hogy szükség esetén valamely rendkívüli megbízatást nyerjenek. Rendes fizetést kaptak, s ebben különböztek a többi vacantes jelzésű hivatalnoktól, akiknél e jelzés a fizetés nélküli, tiszteletbeli mivoltukat jelölte.
5. A centuriák száma a köztársaság korában, továbbá a császárság legelején 60 volt. A későbbi császárkorban ez nem annyira bizonyos, hisz például Hadrianus óta a légió első cohorsának létszáma kétszer akkora lett, mint a többi cohorsé. Kérdés, hogy ennek következtében a centuriok és az alájuk rendelt optiók száma is kétszer annyi volt-e. A tudomány, ókori források és feliratos emlékek alapján így oldja meg a kérdést:
- az első cohorsban volt 5 centuria; 5 centurio, 5 optio, 5 adjutor;
- a többi cohorsban volt 6 centuria, 6 centurio, 6 optio, 0 adjutor

vagyis összesen 59 centuria, ugyanannyi centurio- és optio, valamint öt adjutor. Az első cohors öt centuriojának rangsora ez volt:
- centurio primi pili, 400 ember parancsnoka
- centurio primus princeps, 200 ember parancsnoka
- centurio primus hastatus, 150 ember parancsnoka
- centurio pesterior princeps, 150 ember parancsnoka
- centurio posterior hastatus, 100 ember parancsnoka.

A többi cohorsra, kisebb változtatásokkal ugyan, de ugyanez az elv érvényes. A felsorolásból látszik, hogy a centuriók megtartották régi nevüket, bár a hastatim principes, triarii már teljesen eltűntek. A cohorsok első centuriáinak centurioi egyúttal a cohors parancsnokai voltak, hacsak -leginkább a késői korban- egy tribunust ki nem rendeltek a cohors parancsnokául. Ezek neve primi ordines, később ordinarii. Legmagasabb rangú köztük a primpilus, ezzel a ranggal általában be is fejeződött a centurio pályafutása, az ebből való előrelépés még a császárkorban sem volt gyakori. Legfeljebb praefectum castrorum, classis, fabrum lehettek. Ha nagyon rátermettek voltak, a császár különös kegyéből lehettek a városi helyőrség valamelyik cohorsának tribunusa, vagy a lovagrendbe felvéve tribunum legionis, majd procurator, esetleg praefectum praetorio, de ezek igen ritka esetek voltak.

### A Domitianus koráig szervezett légiók
Legio I Adiutrix, jelvénye: kecskebak és pegazus. Minden bizonnyal Nero szervezte 68-ban a misenumi hajóhad legénységéből. Legelőször Rómában lépett fel, ahol Otho mellé szegődött. Részt vett a bedriacumi harcban, majd Vitellius Hispániába küldte. Ott a másik két hispániai légióval Vespasianus mellé állt. Némelyek szerint a Civilis elleni lázadás leverésekor is őket használták, míg más források szerint csak 88-ban hagyta el Hispániát, hogy az Antonius Saturninus-féle lázadás leverésében részt vegyen. A mai Mainzban volt tábora. Részt vett mindkét daciai hadjáratban, de az bizonyos, hogy némely forrásokkal ellentétben a két hadjárat közt nem állomásozott Apulumban. A második háború után Brigetióba ment, s mindvégig ott maradt, az utolsó említése az 5. századból való. 98-ban megkapta a pia fidelis kitüntető jelzőket, majd az iterum pia fidelis címet. A 3. század eleje óta constans is a mellékneve.
Legio I Germanica, jelvénye, eredete ismeretlen. Augustus uralmának utolsó éveiben Germaniában állomásozott az ubiusok földjén. Ezután 68-ig nem említik, ekkor Bonnában van. Vitellius mellé állt, s példáját a többi germaniai légió is. Részt vett a cremonai csatában, azután ismét Germaniában találjuk a lázadók oldalán. Vespasianus kora után nem történik róla említés.
Legio I Italica, jelvénye: vaddisznó és bika. Alapították: 67. szeptember 20., állomása Lugdunum volt. Részt vett a Nero halálát követő harcokban, ott volt Cremonánál is. A rend helyreállta után Moesiába ment, s ott maradt Vespasianus uralmának végéig. Részt vett Traianus daciai és Marcus Aureliusnak a markomannok elleni hadjáratában. Táborhelye az 1. században Durostorum, Hadrianus után Novae, rövid ideig Troesmisben is volt. Az 5. század első éveiben Novaeben állomásozott.
Legio I Macriana, jelvényét nem ismerjük. Clodius Macer, Nero lázadó africai helytartója alapította Nero uralmának utolsó éveiben. Teljes neve: Legio I. Macriana Liberatrix. Az a közkeletű felfogás, hogy az ebből alakult Legio III. Augustát Galba feloszlatta, téves.
Legio I Minervia, jelvénye: Minerva és kos. Domitianus alapította 88 előtt, talán 87-ben, mindjárt részt is vett az Antonius Saturninus elleni, majd a két daciai hadjáratban, ahol a későbbi császár, Hadrianus volt a parancsnoka. Innen Bonnba ment. Részt vett Marcus Aurelius és Lucius Verus parthusok elleni hadjárataiban. Eredetileg Flavia pia fidelis Domitiana mellékneve van, amit az Antonius Saturninus elleni harcokban kaphatott. Domitianus halála után a mellékneve csupán pia fidelis lett. Minden bizonnyal azonos az 5. század elején ismert Minerva-légióval.

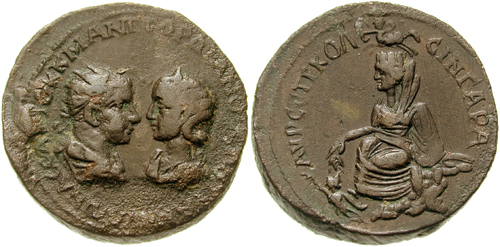
III. Gordianus coloniális bronzérméje a Legio I Parthica tiszteletére

Legio I Parthica, jelvényét nem ismerjük. Septimius Severus alapította, tábora Mezopotámiában volt, feltehetőleg Nisebenában. Az 5. század elején még megvolt.
Legio II Adiutrix, jelvénye: vaddisznó és pegazus. 70-ben alakult a ravennai hajóhad legénységéből, legelőször Civilis ellen harcolt, ahonnan Britanniába ment, s Lindumban táborozott. Domitianus korában a Duna mellé rendelték, s részt vett a dákok, majd a szarmaták elleni harcokban. A 3. században Acumincumban állomásozott, majd a század derekán Aquincumban. Marcus Aurelius alatt a pártusok ellen harcolt, ahol később is találkozunk vele. Az 5. század elején ismét Aquincumban volt. Mindjárt létre hozása után megkapta a pia fidelis címet, majd iterum pia fidelis lett. Claudius Gothicus alatt címe a constans jelzővel bővült.
Legio II Augusta, jelvénye: kecskebak. Egyike volt Augustus legioinak, s talán azonos Julius Caesar második hispániai legiojával. Augustus halálakor Germania superiorban van, s részt vett Germanicus 15. évi hadjáratában. Claudius alatt részt vett a britanniai harcokban, itt a későbbi Vespasianus császár volt a parancsnoka, itt Iscában táborozott. Nero halála után 2600 embere átállt Vitellius mellé, és részt vett a cremonai csatában, a többi azonban hű maradt Vespasianushoz. Diocletianus koráig nincs több említés a legioról; szinte bizonyos, hogy nem hagyta el Britanniát, és a 2. század végéig Isca maradt az állomáshelye. Az 5. század elején még mindig Britanniában találjuk.
Legio II Italica, jelvénye: Romulust és Remust tápláló farkas és kecskebak. Marcus Aurelius alapította 170 előtt, mellékneve iterum pia volt. Eleinte talán Pannóniában harcolt a markomannok ellen, de hamarosan Noricumba települt, és fennállásának végéig ott is maradt. Az 5. század elején több részre oszlott: egy része Lauriacumban, más része Joviacumban, a harmadik Afrikában állomásozott. 211 előtt kapta a pia fidelis előnevet. Egy felirat a légió II. Divitensum Italica néven örökítette meg, Divitia a mai Deutz.
Legio II Parthica, jelvénye: kentaur. Septimius Severus alapította, tábora az albai hegyen volt. Caracalla a légió egy részét magával vitte Asia provinciába. Részt vett több katonai összeesküvésben. I. Constantinus koráig állomásozott első táborhelyén, onnan Mezopotámiába küldték, ott találjuk az 5. század elején is. Septimius Severustól pia fidelis aeterna előnevet kapott.
Legio II Traiana Fortis, jelvénye: Herkules. Traianus alapította 108 táján, Egyiptom számára. Legalább egy különítménye részt vett Traianusnak a pártusok, majd Hadrianusnak a zsidók, végül Marcus Aureliusnak és Lucius Verusnak a párthusok elleni hadjárataiban. Caracalla alatt 213-ban a germánok ellen harcolt, majd a békekötés után Egyiptomba került. A 2. és 3. században Alexandria volt az állomáshelye, az 5. században a legiot felosztották, és több táborhelyen helyezték el. Mellékneve: fortis, majd a germániai hadjárat után Germanica. Pia fidelis mellékneve csak érméken található, feliratokon soha.
Legio III Augusta, jelvénye nem ismert. Augustus légiói közül való, s talán Julius Caesar alapította a polgárháborúk folyamán. Augustus halálakor már Africa provinciában találjuk. Clodius Macer biztatására fellázadt, de annak halála után megadta magát. A 2. században különítményei harcoltak a birodalom különböző részeiben, 194-ben vagy 195-ben pia vindex előnevet kapott, amely a 3. század folyamán iterum pia, iterum vindexre bővült. Az 5. században (Tertioaugustani néven) még megvan. Tábora az 1. században Thevestében volt, 128 körül került Lambesisbe, s végig ott maradt.
Legio III Cyrenaica, jelvényét nem ismerjük. Lepidus legioja volt, majd Augustusé, aki Egyiptomba küldte. Caligula alatt Alexandriában állomásozott. Részt vett egy különítménye a zsidók elleni háborúban. 107-ben Bostrába helyezték, ahonnan több hadjáratban is részt vett. Az 5. században még itt találjuk.
Legio III Gallica, jelvénye: bika. Antonius legioja, amely részt vett annak párthusok elleni hadjáratában, ekkor valószínűleg szíriában állomásozott. Ezután nem tudunk róla egész 58-ig, amikor az armeniai harcokban vett részt. Nero korában Moesiában harcolt, bár talán még mindig Szíriában van a törzse. Nero halála után előbb Otho, majd Vitellius mellé állt, de Vespasianus megérkeztével őt ismerte el főparancsnoknak. 69 telét Capuában töltötte, 70 tavaszán Szíriába ment. Hadrianus korától Phoinikéban állomásozott. Elegabal (Heliogabalus) alatt fellázadt, ezért feloszlatták, egy részét a Legio III. Augustához helyezték át, de hamarosan újjászervezték. Aurelianus alatt Zenobia ellen harcolt. Licinius korában egy csapata Egyiptomban volt. Az 5. században állomáshelye Danaba, Palmürától nem messze. Mellékneve: felix.
Legio III Italica, jelvénye: gólya. Marcus Aurelius alapította a 166-170 közti években. A neve eredetileg Legio III. Concordia volt, mellékneve: pia. Reginumban állomásozott. Az 5. század elején több részre osztva találjuk: törzse Vallatumban volt.
Legio III Parthica, jelvényét nem ismerjük. A másik két hasonnevű legioval együtt alapította Septimius Severus. Állomása Mezopotámiában volt, megvan az 5. század elején is.
Legio IV Flavia, jelvénye: oroszlán. Vespasianus alapította a feloszlatott Legio IV. Macedonica helyett. Állomása Moesia superiorban volt, bár Pannóniában is nagyon sok feliratos emléke van. Részt vett Domitianus szarmaták elleni, Traianus daciai és Marcus Aurelius germániai hadjárataiban is. Bélyeges téglái nagy számban kerültek elő Singidunum és Viminacium környékén. Állomáshelye biztosan nem beazonosítható: talán Singidunum, ahol az 5. században is találjuk. Egy különítménye részt vett Diocletianus 295. évi egyiptomi hadjáratában. A felix melléknevet Traianustól kapta.
Legio IV Macedonica, jelvénye: bika és kecskebak. Brutus alapította Makedóniában, innen a mellékneve. Részt vett a philippi csatában. Augustus Hispániába küldte, ahol Burgos mellett volt a tábora. Innen a mauretániai harctérre ment, majd Claudius britanniai hadjárata alkalmával Mainzba, ahol Galba korában is találjuk. A Nero halálát követő zavaros időkben eleinte hol ennek, hol annak a pártjára állt, később a galliai lázadókkal tartott. Vespasianus feloszlatta.
Legio IV Scythica, jelvényét nem ismerjük. Augustus korában már van róla említés, de nem tudjuk, akkor hol állomásozott. 33-34-ben Moesiában volt a Legio V. Macedonicával, de 62-ben már Szíriában találjuk. Marcus Aurelius idejében a későbbi császár, Septimius Severus volt a parancsnoka. Elegabal (Heliogabalus) korában az egyik legatusa fellázadt, de a legio úgy látszik, nem vett részt a lázadásban, mert tovább is megmaradt. Az 5. században állomáshelye Oresa volt.
Legio V Alauda, jelvényét nem ismerjük. Julius Caesar galliai hadjáratakor szervezte meg peregrinusokból, akiknek azonnal polgárjogot adott. Caesar afrikai hadjáratában nagyon kitüntette magát. Innem Makedóniába ment, ahol később Antonius mellé állt. A mutinai csata után Hispániában állomásozott Augustus koráig, aki Germániába küldte, ahol balszerencsésen harcolt. Augustus halálakor Veterában állomásozott. Részt vett Caligula germániai hadjárataiban is. Nero halála után Galbához pártolt, részt vett a bedriacumi és a római ütközetben, s végül a cremonaiban, de egy része végig Veterában maradt. Némely források azt állítják, hogy Vespasianus feloszlatta, mások azt mondják, hogy 87-ben semmisült meg a daciai hadjáratban vagy 92-ben a szarmaták elleni harcban. Talán azonos a császárkor elejéről való feliratokon szereplő Legio V. Gallicával.
Legio V Macedonica, jelvénye: bika. Feltehetőleg Brutus alapította, részt vett a philippi csatában, s a mellékneve azóta Macedonica. Augustus Moesiába helyezte, ahonnan részt vett a trákok elleni harcokban. 62-ben Szíriába helyezték. Kicsivel később, a zsidók elleni harcok alkalmával Alexandriába helyezték át, ahonnan részt vett Titus zsidó háborúiban, valamint egyéb keleti harcaiban. Ezután ismét Moesiába ment, s részt vett Domitianus és Traianus daciai hadjárataiban. 167-168 után Daciában állomásozott. Moesiai táborhelye: Troesmis, a daciai: Potaissa. Dacia elvesztése után visszament Moesiába, ahol Oescusban állomásozott. Egy része az 5. században is itt található, de egyéb részei más helyeken. Melléknevei: pia, pia fidelis, pia constans. E nevek nem régebbiek Septimius Severus koránál. Talán azonos a feliratokon szereplő Legio V. Urbanával.
Legio V Ferrata, jelvényét nem ismerjük. Antonius legioi közül való, amely mindig Szíriában állomásozott. Az 1. század derekától a források gyakran keverik a Legio III. Gallicával. Vespasianus császárrá való kikiáltásakor Itáliába indult, de a cremonai csatából elkésett, a Duna mellett való megjelenése azonban jót tett a dákok féken tartása szempontjából. Innen visszament Szíriába, ahol később is részt vett a nagyobb hadjáratokban. Táborhelyét pontosan beazonosítani nem tudjuk, eleinte talán Apamea vagy Raphanae, Vespasianustól Palesztina. A 2. század végéről való az utolsó forrás róla.
Legio VI Victrix, jelvénye: bika. Julius Caesar legioja volt, a philippi csata óta Macedonica néven is előfordul. Az Augustus-féle reform óta Victrix melléknévvel ismeretes. I. e. 5-ben még Hispániában volt, Nero alatt még ott van s valószínűleg Asturicában volt a tábora. Nero halála után Galbát ismerte el császárnak, de kisvártatva a többi hispániai legioval együtt Vespasianus mellé állt. Ezután Germániába ment, ahol Castra Veterában állomásozott. Hadrianus Britanniába rendelte a megsemmisült Legio IX. Hispana pótlására. Ezután végig ott maradt, a tábora Eburacumban volt, az 5. században is ott találjuk. Traianus óta pia fidelis mellékneve van, s hispániai táborozása alatt talán Hispana is.

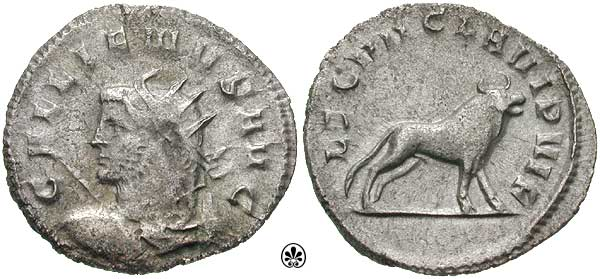
Gallienus antoninianusa, a Legio VII. Claudia tiszteletére

Legio VII Claudia, jelvénye: bika. Ez a legio is ott volt Philippinél, s ezért a Macedonica melléknevet nyerte el, amely a Claudius korát megelőző feliratos emlékeken fordul elő. E korban Illíriában állomásozott. Amikor 42-ben Furius Camillus Scribonianus, Dalmatia helytartója fellázadt a császár ellen, a legio négy napig mellé állt, ám az ötödiken megölte, ezért megkapta a Claudia pia fidelis melléknevet. Nero halála után találkozunk még vele, ekkor Moesiában táborozott, s 2000 embert küldött Otho támogatására, a bedriacumi csatából azonban elkésett, s csak a cremonaiban vett részt. A következő említése 295-ből való, Diocletianus alatt egy csapatot küldött Egyiptomba. Tábora Viminacumban volt, a legio egy része az 5. században is ott állomásozott.
Legio VII Gemina, jelvényét nem ismerjük. Galbának Nero halála után egyetlen legioja volt, a Legio VI. Victrix, s emellé szervezte a Legio VII. Geminát, amelyet ezért Galbiana melléknévvel is szokás illetni, a Gemina melléknév eredetét viszont nem ismerjük. Tevékenységét Pannóniában kezdte, részt vett a bedriacumi csatában, onnan visszament Pannóniába, majd Vespasianus mellé állt, akinek oldalán részt vett a cremonai csatában. Ezután Hispániába helyezték, s mindvégig ott állomásozott, csupán kis ideig volt Hadrianus alatt Germaniában, illetve egy egysége Britanniában. Pannóniai táborhelyét nem ismerjük; Hispániában Asturia. Az 5. század elején egy része még itt van. Vespasianustól felix melléknevet kapott, Caracalla után a feliratok Gemina pia felix néven említik. Egy verses feliraton: legio Hibera.
Legio VIII Augusta, jelvénye: bika. Julius Caesar legioja, i. e. 31-ben Cyrenaicában harcolt, majd Szíriába ment, ez időben a mellékneve talán Gallica volt. Augustus alatt előbb Dalmatiában volt egy rövid ideig, majd Pannóniába, Poetovióban állomásozott. Augustus halála után a többi legioval együtt ez is fellázadt, ami elsőként hódolt meg. Claudius egy részét Britanniába küldte, 46 táján pedig részt vett a Thraciában folyó harcokban, ekkor kapta a bis Augusta nevet. Otho korában Moesiában volt, a bedriacumi csatából másik két társával együtt elkésett. Vespasianushoz csatlakozott, s a többi pannóniai legiot is hasonló lépésre szólította fel. Részt vett a cremonai csatában, innen Germania superiorba helyezték. 185 körül megkapta a pia fidelis melléknevet, egy másik, Septimius Severus korabeli feliraton mint pia fidelis constans Commoda szerepel. Meglehet, hogy azonos a Notitia Dignitatumban szereplő Legio VIII. Octavianival.
Legio IX Hispana, jelvényét nem ismerjük. Valószínűleg Julius Caesar alapította, mindenesetre részt vett a philippi csatában, s ezért megkapta a Macedonica melléknevet. Részt vett i. e. 43-ban Caesar diadalmenetében, s ezért truimphalis is. A Hispania (-iensis) melléknevet később kapta. Augustus korában Pannóniában állomásozott, ennek halála után ez a legio is fellázadt. 20-ban Africában találjuk, négy év múlva ismét Pannóniában. 51-ben részt vett Claudius britanniai hadjáratában, 69-ben Vitelliust segítette, de Cremonánál vereséget szenvedett. Domitianus alatt egy vexillatiója Germaniában harcolt. Hadrianus uralkodásának kezdetén a brigantesek megsemmisítették. Tábora előbb Calleva, majd Lindum, s végül Eburacum volt.
Legio X Fretensis, jelvénye: bika és vaddisznó (vagy gálya). Nevét onnan kapta, hogy hosszabb ideig fretum Siculum volt az állomáshelye, ezzel magyarázzák azt is, hogy az erre a legiora vonatkozó emlékeken Neptunus képe és a gálya is előfordul. Augustus Szíriába küldte, ahol Cyrrhusban volt a tábora, Titusnak Jeruzsálembe való bevonulása után a városban maradt. A 2. század derekán a Vörös-tenger melletti Aila volt a székhelye egészen az 5. századig. 74-ben ez a légió foglalta el Flavius Silva, Judea helytartójának parancsnoksága alatt a Jeruzsálem ostroma után megmenekült zelóták utolsó erődét, a Holt-tenger melletti Maszada várát.
Legio X Gemina, jelvénye: bika. Feltehetőleg azonos Julius Caesar X. legiojával. Nevéből arra lehet következtetni, hogy két legio egyesítésével keletkezett. Augustus reformja után Hispániába került, ahol csaknem egy évszázadon át maradt. Cremona után ez a legio is Vespasianushoz állt, aki 70-ben germania inferiorba küldte. Eleinte Arenacumban székelt, de nem sokáig, mert innen Noviomagumba ment. Traianus dáciai hadjárata alatt még ott volt, de nemsokára Vindobonában találjuk a Legio XIII. Gemina helyén, ahol a birodalom bukásáig állomásozott. Az 5. század elején három részre osztották, de a törzse még mindig ott volt. Mellékneve pia fidelis.
Legio XI Claudia, jelvénye: Neptunus. Julius Caesar szervezte galliai hadjáratára, tőle örökölte Augustus. A császárkor elején Dalmatiában, Burnumban állomásozott. Eleinte Otho, később Vespasianus pártján harcolt. Ezután Germaniába került, ahol Vindonissa volt a székhelye. Traianus daciai hadjáratai alkalmával került a Duna mellé: Brigetióban, Carnuntumban és Aquincumban vannak ott-tartózkodásának emlékei. Antonius Pius 155-ben Moesia superiorba helyezte, ahol Durostorum volt a székhelye még az 5. század elején is. A Claudia pia felix melléknevet Claudiustól kapta meg.
Legio XII Fulminata, jelvényét nem ismerjük. Augustus korában talán valahol Szíriában állomásozott, mások szerint működésének helye Germania vagy Egyiptom volt. Bizonyos, hogy 62-ben az Eufrátesz mellett harcolt, valamint később részt vett a zsidó háborúkban, ám sem itt, sem ott nem tüntette ki magát. Végig keleten volt, még Justinianus korában is. Fulminata melléknevének magyarázatát nem tudjuk, mindenesetre 65 előtt kapta. A 3. század elején még Certa Constans melléknevei is vannak.
Legio XIII Gemina, jelvénye: oroszlán. Augustus alapította a pannoniai hadjárat során, mint nevéből látszik, több legio egyesítéséből. Előbb Mainzban állomásozott, majd (50 körül) Vindonissában. Pannóniába kerülésének pontos ideje nem ismert. Domitianus szarmata háborújakor került Vindobonába, ahol Traianus koráig maradt. Ekkor a daciai háborúkba ment, ahonnan nem is tért vissza többé. A második háború befejeztével Apulumban telepedett meg, a tartomány elvesztése után pedig Dacia Ripensisbe ment. Az 5. század elején szétszórva itt állomásozott. Hadrianus óta a feliratos emlékeken pia fidelis mellékneve is szerepel.
Legio XIV Gemina Martia Victrix, jelvénye: kecskebak. E legiot is Augustus alapította, akinek uralkodása alatt Germania superiorban állomásozott. Claudius 43-ban Britanniába vitte. Amikor Otho Vitellius ellen indult, a legio Dalmatiában volt, ahonnan a bedriacumi síkra, majd Britanniába ment, Camalodunumba. Vespasianus felhívására készségesen állt mellé. 70-ben Germania superiorba helyezték át, ahol Moguntiacumban volt a tábora, majd Traianus Carnuntumba vezényelte át.

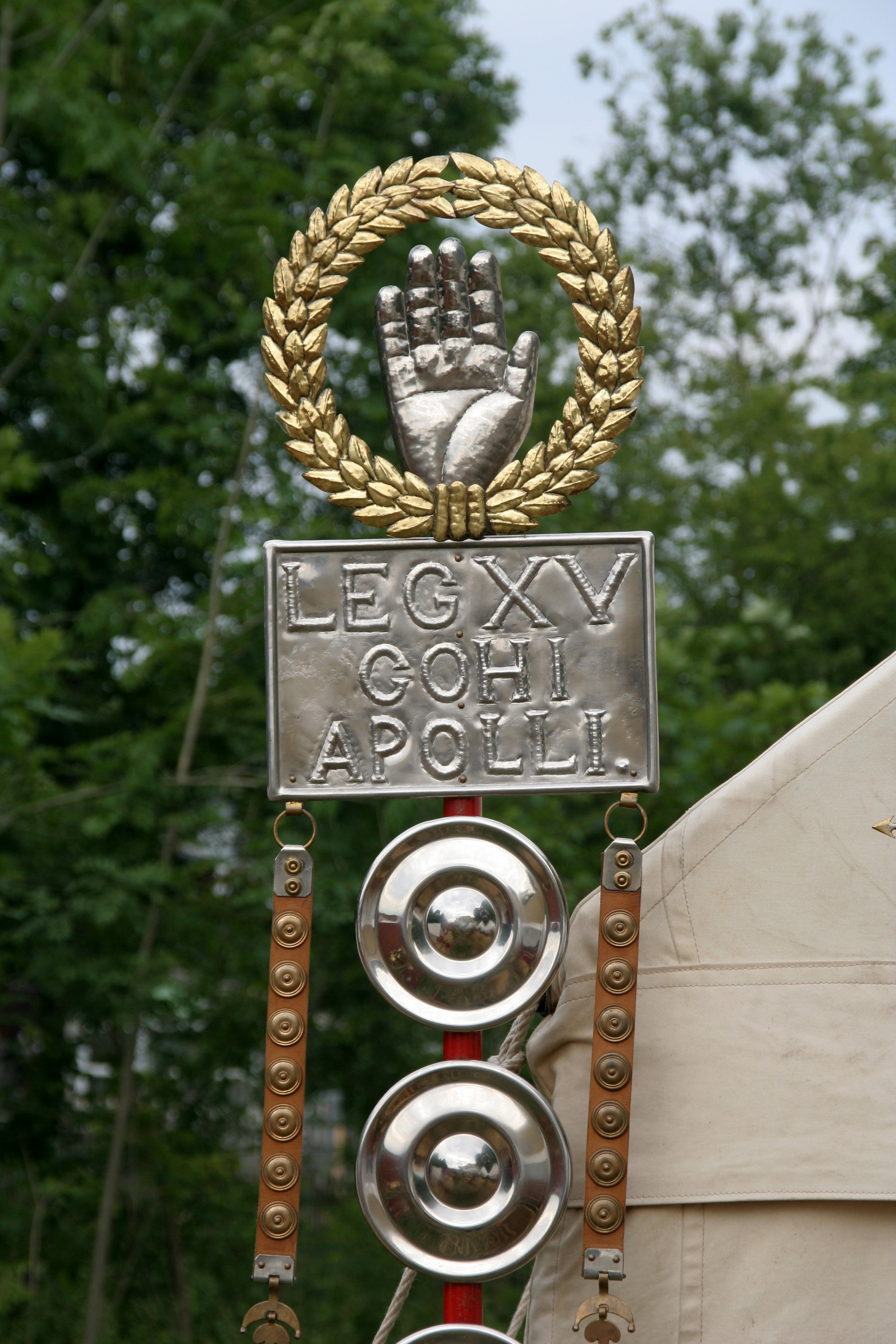
A Legio XV. Apollinaris I. cohorsának jelvénye, modern másolat

Legio XV Apollinaris, jelvényét nem ismerjük. Feltehetőleg Augustus alapította 6-ban a pannoniai hadjárat alkalmából. Augustus halálakor Pannoniában állomásozott, s társaival együtt ez is fellázadt. Táborhelyéül egyes források Emonát, mások Carnuntumot mondják, az utóbbi a valószínűbb. 63-ban keletre vitték, ahol többek közt része volt Jeruzsálem bevételében. Innen Titusszal Alexandriába ment, majd visszatért Pannóniába. Ettől kezdve Carnuntumban van, de nem sokáig, mert feltehetőleg Traianusnak a pártusok ellen indított háborúja miatt ismét keletre vezényelték. Hadrianus alatt Kappadókiában van, Sattalában, ott találjuk az 5. század elején is. Septimius Severus és Caracalla korából való feliratokon pia fidelis mellékneve van, de nem tudjuk, kitől nyerte.
Legio XV Primigenia, jelvényét nem ismerjük. Claudius szervezte a britanniai hadjáratra, neve arra utal, hogy egy már meglévő legio kettéosztásából keletkezett. Nero halálakor Germania inferiorban volt. Eleinte Galba mellé állt, de később Vitelliushoz pártolt. Egyik fele részt vett a bedriacumi és cremonai csatákban, a másik fele Civilis ellen harcolt. Vespasianus kora óta nincs több híradás róla, elképzelhető, hogy a császár feloszlatta.
Legio XI Gallica, jelvényét nem ismerjük. Augustus alapította, és táborául Moguntiacumot jelölte ki, de Claudius Germania inferiorba helyezte át. Eleinte ez a legio is Galbához húzott, később azonban átállt Vitelliushoz. Cremonánál Vespasianus serege foglyul ejtette a legio nagy részét. A legio egy része nem vett részt a cremonai csatában, hanem Novaesiumban maradt, ahol Civilis ellen harcolt. Vespasianus feloszlatta, Gallica mellékneve alig szerepel a korabeli forrásokban.
Legio XVI Flavia, jelvényét nem ismerjük. Vespasianus szervezte a feloszlatott Legio XI. Gallica helyett, s azonnal el is küldte Kappadókiába. A legio később részt vett Traianus pártusok elleni hadjáratában, majd Szíriába ment. Az 5. század elején Surában állomásozott. Eredetileg a mellékneve egyszerűen Flavia volt, később – Traianus korában – Flavia firma, majd Antoninus Pius korában Flavia fidelis.
Legio XVII, XVIII, XIX, ezek azok a legiok, amelyek a teutoburgi csatában megsemmisültek, és amelyek számait soha többé nem adományozták másoknak. Augustus korában Germania inferiorban állomásoztak, feliratos emléken mindössze a XVIII. szerepel eddig.
Legio XX Valeria Victrix, jelvénye: vadkan. A pannoniai harcok alatt szervezte meg Tiberius. A Varus-féle vereségig Illíriában állomásozott, ekkor Germania inferiorba helyezték át, s itt ara Ubiorumban állomásozott Augustus halálakor. Claudius Britanniába küldte, s ezután végig ott maradt. Nero halála után egy különítményt küldött Vitellius támogatására, amely a cremonai csatában is részt vett. Gallienus alatt a germaniai harctéren volt egy különítménye, Moguntiacumban, britanniai tábora Chesterben volt. Az 5. század elején már nem létezett. Valeria melléknevét feltehetőleg alapítójának, Tiberiusnak nevéről kapta, hogy a Victrix névet honnan szerezte, nem tudjuk.
Legio XXI Rapax, jelvénye: kecskebak. Augustus alapította a teutoburgi vereség után, castra Veterában állomásozott. Nero halálakor Vindonissában volt, Vitelliusszal Itáliába ment, és harcolt Bedriacumnál, majd Cremonánál, ahonnan visszatért eredeti állomáshelyére. Kisvártatva Civilis ellen rendelték, ami után Moguntianumban táborozott. Legkésőbb Hadrianus korában feloszlatták, hogy miért, nem tudjuk.
Legio XXII Deiotariana, jelvényét nem ismerjük. Valószínűleg Deiotarus galatiai tetrarcha alapította római mintára, s bár i. e. 25-ben Galatia római provincia lett, még mindig csupán segédcsapatként szerepelt egészen a teutoburgi vereség utánig, ekkor vették fel a római legiok közé. Csak Claudius óta volt Deiotariana mellékneve, a másik hasonló számútól való megkülönböztetésül; hivatalosan pedig csupán Traianus óta. Augustus korában Alexandriában állomásozott, harcolt a zsidók és a párthusok ellen. Az elsők közt állt Vespasianus mellé. Talán azonos a feliratos emlékeken csupán egyszer szereplő Legio XXII. Cyrenaicával.

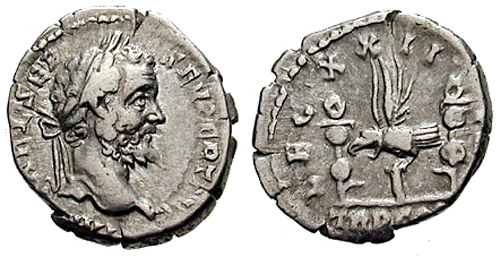
Septimius Severus denariusa a Legio XXII. Primigenia tiszteletére

Legio XXII Primigenia, jelvénye: kecskebak. Claudius alapította a britanniai hadjárat alkalmával egy korábbi legio kettéosztásával, és Moguntiacumban helyezte el. Nero halála után nem akart Galbának engedelmeskedni, csak a szenátusnak és a római népnek, két nap múlva azonban a legio fele Vitellius támogatására Italiába ment. Állomása fennállásának végéig nem változott. Hadrianus korában egy különítménye Britanniába ment, Septimius Severus ennek támogatására később néhány további egységét is utánaküldte. II. Gordianus egy részét Africába helyezte át. Az Antonius Saturninus-féle lázadás alkalmával tanúsított hűségéért pia fidelis melléknevet kapott.
Legio XXX Ulpia, jelvénye: Neptunus és kecskebak. Traianus alapította, feltehetőleg 98-ban. Eleinte Pannóniában állomásozott, de az, hogy Vindobona, Carnuntum vagy Brigetio közül melyik volt a székhelye, nem eldöntött. 120 körül Germania inferiorba ment, ahol mindvégig maradt; állomása castra Vetera volt. Részt vett Traianus daciai hadjárataiban, ekkor kapta victrix melléknevét, valamint Septimius Severusnak a trónért vívott harcaiban, ezért tőle a pia fidelis címet kapta.

## Légiók ma, hagyományőrzés
A legtöbb hagyományőrző egyesületet Olaszországban találhatjuk. Majdnem minden ott állomásozott légiónak van saját hagyományőrző köre. Olaszországon kívül a legnagyobb és legszervezetebb légió a XV. Apollinaris légió. Ennek állomáshelye Szombathely (római kori nevén Savaria).
A XV. Apollinaris légió feltehetően 6 körül vonult át e térségen, majd 20 körül Sabaria környékén állomásoztak. A tárgyi leletek erről azonban hiányosak, de az utolsó ismert feltevés szerint valahol a mai Szombathely külterületén lehetett a táborhely, egészen 50-ig amikor Carnuntumba (ma: Petronell és Bad Deutsch-Altenburg (ma Ausztria) helyeztek át a seregrészt.
A XV. Apollinaris légió hagyományőrzői a legjobban felszerelt légiósok közé tartoznak. Fontos szerepet töltenek be Szombathely életében. A légió jelenleg közel 600 főt foglalkoztat, ezzel Európa legnagyobb ilyen jellegű csoportja. A legnagyobb esemény a Savaria Karnevál, de újabban az újjávarázsolt intézmények megnyitóira is hivatalosak a XV. Apollinaris légió hagyományőrzői.

## Etimológia
A legiō szó a legō (szed, összegyűjt; kiszemel, kiválaszt) igével van kapcsolatban. Ez nem összekeverendő a lēgō (elküld, kiküld; örökbe hagy) igével, amely viszont a lēgātus (legatus) főnév forrása.